# Wilhelmina Pruska (1709–1758)
Fryderyka Zofia Wilhelmina Pruska (ur. 3 lipca 1709 w Poczdamie, zm. 14 października 1758 w Bayreuth) – księżniczka pruska i późniejsza margrabina Bayreuth.
Była najstarszą córką króla pruskiego – Fryderyka Wilhelma I i jego żony, Zofii Doroty Hanowerskiej, siostrą króla pruskiego, Fryderyka II Wielkiego; autorką cennych historycznie pamiętników.

## Młodość

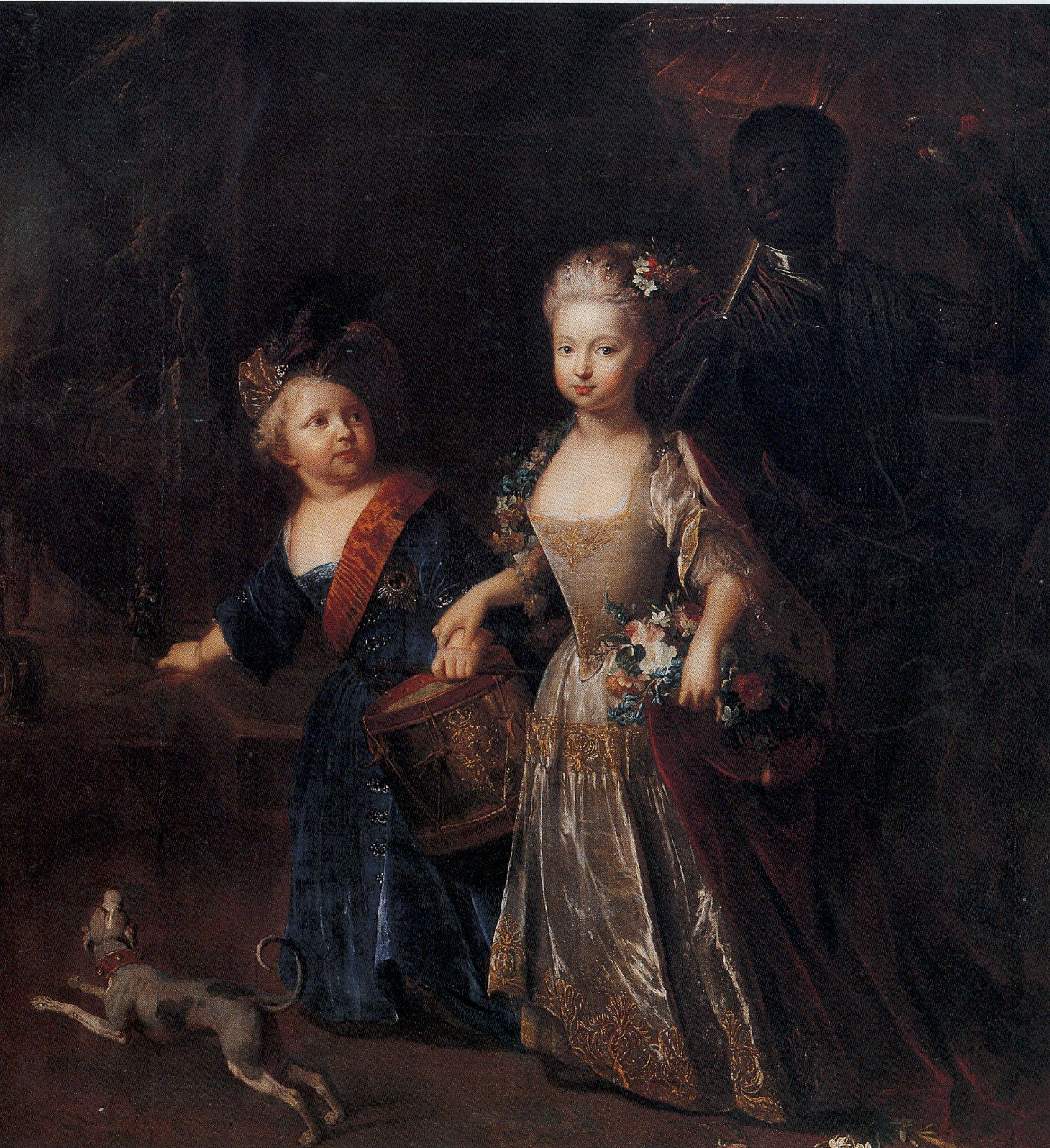
Wilhelmina z bratem Fryderykiem

Wychowywała się na purytańskim, skrajnie oszczędnym i spartańskim wręcz dworze Fryderyka Wilhelma I, pozbawionym wszelkich przyjemności właściwym dworom monarszym ówczesnej Europy. Jej ojciec bowiem nie widział sensu w bezowocnym naśladowaniu francuskiej, wersalskiej mody, która rujnowałaby kraj, wszystkie dochody państwa inwestując za to w armię bądź tezauryzując w podziemiach berlińskiego zamku. Wilhelmina była, podobnie jak brat Fryderyk, przeciwieństwem ojca pod względem intelektualnym i kulturalnym. Bystra, nieprzeciętnie inteligentna, uzdolniona muzycznie, o wielu pasjach i wyrafinowanym smaku artystycznym, do tego przedwcześnie dojrzała intelektualnie dusiła się w prostej, czasem wręcz prostackiej atmosferze poczdamskiego dworu.
Mimo to jej początkowe kontakty z ojcem układały się bardzo poprawnie, wręcz pomyślnie, o czym świadczy pozostawiona przez nią korespondencja. Wzajemne relacje uległy potem pogorszeniu wraz z coraz częstszymi zmianami nastrojów jej ojca i jego coraz mniej kontrolowanymi wybuchami gniewu. Były one spowodowane między innymi intrygami dworskimi jej matki. Ją też Wilhelmina oskarża w swoich pamiętnikach o nieszczęśliwe dzieciństwo i młodość. Pisze o niej m.in.: „Cała pycha i wyniosłość domu hanowerskiego skupiła się w jej osobie”. Za purytańską atmosferę dworu, zagęszczającą się wraz z posuwaniem się w wieku Fryderyka Wilhelma, wini Wilhelmina pastora Augusta Franckego z Halle. Według królewskiej córki ów przedstawiciel pietyzmu budził w królu wyrzuty sumienia z powodu rzeczy najbardziej niewinnych, potępiał wszystkie przyjemności, które uważał za niecne, nawet polowanie i muzykę. To oraz jej racjonalne usposobienie było przyczyną jej krytycznego podejścia do spraw dogmatów, obrzędów i w ogólności religii. Niezwykle dobre stosunki natomiast utrzymywała Wilhelmina ze swoim młodszym bratem, Fryderykiem, z którym dzieliła pasje i zainteresowanie muzyką, filozofią, nauką. Rodzeństwo to było niezwykle zaprzyjaźnione, a wieku dojrzałym zdolne do miłości i ofiarnej pomocy. Poprzez swoje zainteresowania i filozoficzną korespondencję, stało się ono unikatem na całą monarszą Europę, przepełnioną jeszcze balami i rozrywkami na modę francuską.

## Plany małżeńskie
Wilhelmina już jako dziecko stała się kartą rozgrywającą rodziców w ich prywatnych sporach, a potem także w polityce zagranicznej. Jej matka dążyła do zacieśnienia stosunków z dynastią hanowerską, z której sama pochodziła, aranżując zaręczyny córki ze swoim bratankiem, Fryderykiem Ludwikiem Hanowerskim, księciem Walii, i dążąc do podwójnego małżeństwa Wilhelminy i Fryderyka z tą rodziną królewską. Sama Wilhelmina w swoich pamiętnikach wyznaje, że również opowiadała się tą opcją. Ojciec jednak preferował wariant habsburski, umiejętnie podsycany przez niektórych faworytów i posła austriackiego Friedricha von Seckendorffa.
Po nieudanej ucieczce jej młodszego brata, Fryderyka, sytuacja na dworze uległa jeszcze większemu pogorszeniu, a Fryderyk Wilhelm wzmocnił swoją i tak despotyczną pozycję. Grożąc Wilhelminie osadzeniem w twierdzy Spandau pod zarzutem udziału w zmowie, która doprowadziła do próby ucieczki jej brata oraz szantażując nawet pozbawieniem go tronu, zmusił praktycznie córkę do zawarcia związku z Fryderykiem, margrabią Bayreuth.

## Ślub i życie w Bayreuth

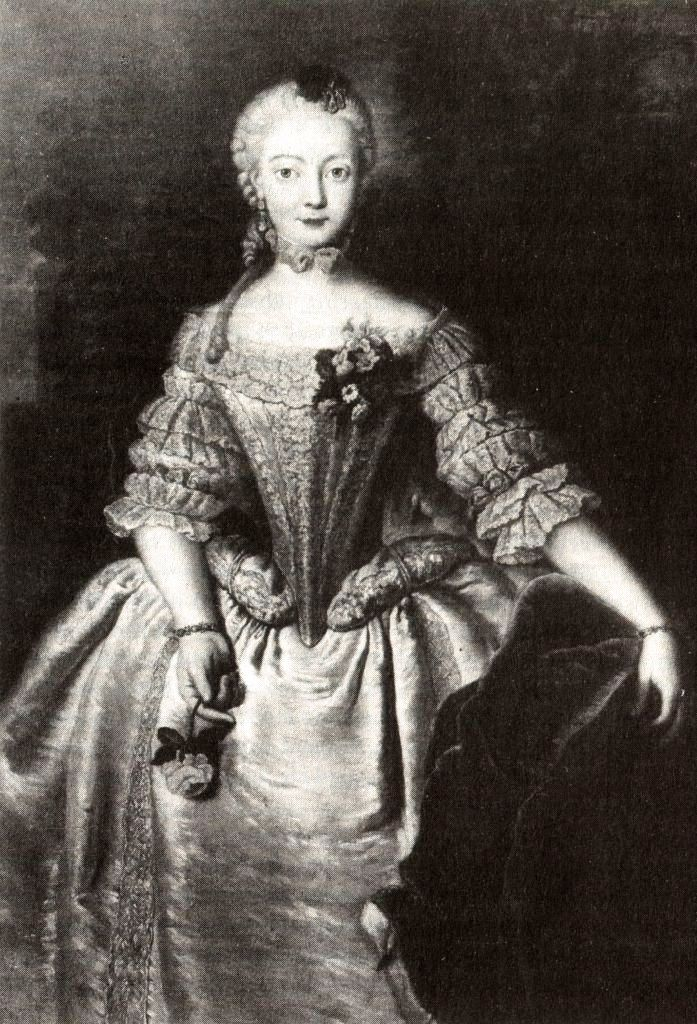
Wilhelmina jako margrabina Bayreuth

20 listopada 1731 roku odbył się ślub, a samo małżeństwo, mimo że było poprzedzone tak dramatycznymi wydarzeniami, było w swych pierwszych latach bardzo zgrane i szczęśliwe. W późniejszym okresie dopiero jej życie małżeńskie uległo znacznemu ochłodzeniu i praktycznie się rozpadło. Jej mąż Fryderyk bowiem wziął za swoją faworytę i metresę Wilhelmine von Marwitz (późniejszą hrabinę Burghaus), pierwszą damę swojej żony.
Wilhelmina brała czynny udział w modernizacji kraju, a jej dwór zapoczątkował epokę rokoko w Bayreuth (niem. Bayreuther Rokoko). Tamtejszy pałac stał się swoistą miniaturą Wersalu. Dwór uświetniony był wizytami Fryderyka i filozofów oświeceniowych, m.in. Woltera, co dodawało mu swoistego prestiżu. Margrabina dbała również o interesy swojego kraju, co uwidoczniło się podczas wojen śląskich w latach 1742–1744, kiedy to czynnie broniła swych posiadłości, aby nie stały się one przedmiotem polityki pruskiej, która nie przynosiła Bayreuth żadnych korzyści.
Poświęciła się także studiom naukowym i prowadziła korespondencję z Wolterem na tematy filozoficzne. Dalej rozwijała też swoje talenty muzyczne. Grała na lutni, doskonaląc swoje umiejętności jako wielbicielka i uczennica Sylviusa Leopolda Weissa. Była autorką licznych prac literackich i utworów muzycznych.
Do najważniejszych należą jej pamiętniki, niezwykle cenne jako bogate źródło historyczne. Wilhelmina spisywała je w Bayreuth pod koniec życia, będąc już złamaną i głęboko rozczarowaną światem osobą, przez co jej dzieło literackie jest mocno nacechowane emocjonalnie, przepełnione wyrzutami w stosunku do otaczających ją osób. Świadczy o tym choćby wyrażony żal pod adresem młodszego brata, który pochłonięty obowiązkami monarszymi zaniedbywał obowiązki braterskie. Dzieło to nie ma żadnego odpowiednika w ówczesnej Europie i często jest jedynym źródłem informacji na temat dworu poczdamskiego, osób z otoczenia Wilhelminy, Fryderyka etc. Historycy uważają obecnie, że mimo pewnych niedoskonałości pamiętniki są w dużej mierze wiarygodne i obiektywne.
Z jej utworów muzycznych niektóre zachowały się do dziś. Należą do nich:
- opera „Argenore”, wykonana w roku 1740 na urodziny jej męża;
- Koncert g-moll na klawesyn solo i orkiestrę smyczkową;
- Sonata na flet i basso continuo (ok. 1730);

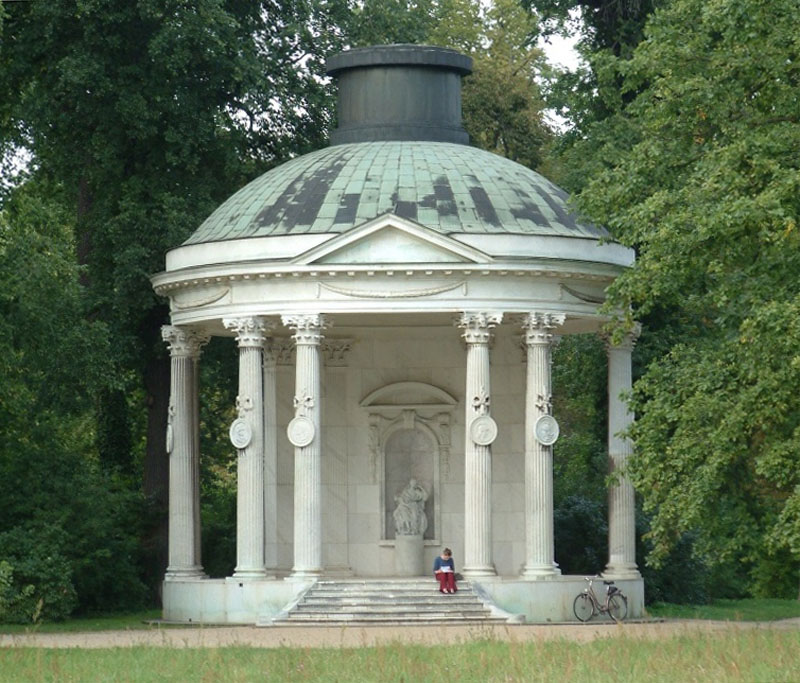
Świątynia Przyjaźni w Poczdamie

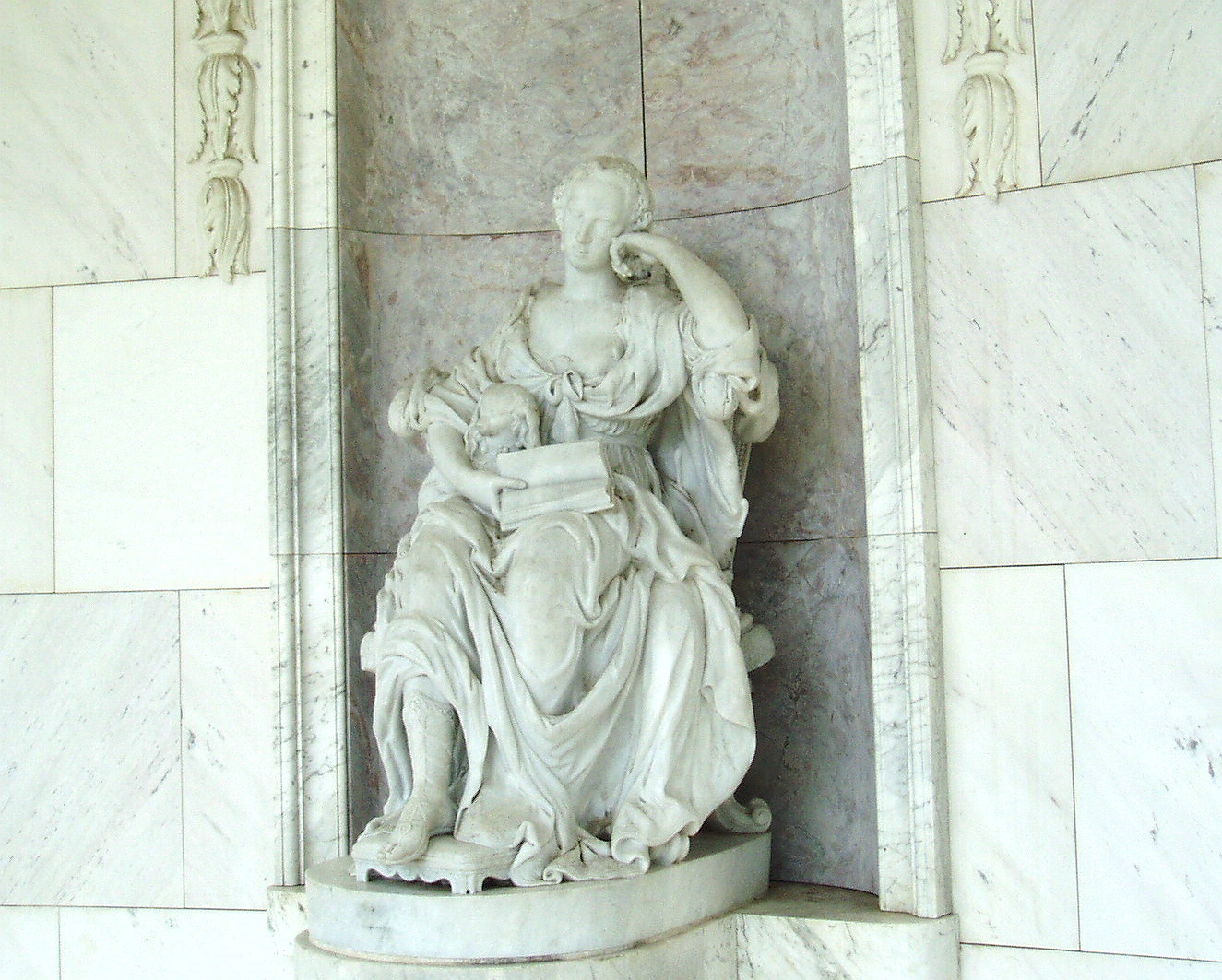
Posąg Wilhelminy w Świątyni

- dwie cavatiny.

## Śmierć
Podczas wojny siedmioletniej czynnie angażowała się w dyplomację, zgłębiając jej arkana i działając jako oczy i uszy Fryderyka w południowych Niemczech, aż do swej śmierci w 1758 roku. Do końca wiele z nim korespondowała, a jego listy do siostry są swoistą diagnozą jego stanu psychicznego w czasie trwania wojny. W jednym z ostatnich listów Fryderyk napisał: „Twoje troski poważam, wzruszają mnie i widzę w Tobie jedyny wzór doskonałej przyjaźni w naszym zepsutym stuleciu”.
Fryderyk, zdruzgotany po jej śmierci, wybudował w 1768 roku w Sanssouci na jej cześć i ku jej pamięci Świątynię Przyjaźni, w której umieścił pomnik Wilhelminy.

## Dzieci
Wilhelmina miała tylko jedno dziecko, córkę Elżbietę Fryderykę Zofię (1732–1780). Giacomo Casanova pisał o niej jako o jednej z najpiękniejszych niemieckich panien. Wyszła ona za mąż w 1748 roku za Karola Eugeniusza Wirtemberskiego.